# Ina van Toor
Ina van Toor-van Woerden (Vlaardingen, 1949) is een Nederlands assistent-regisseur en stemactrice.
Van Toor was vanaf 1984 werkzaam als assistent-regisseur bij de televisieserie Bassie en Adriaan. Samen met haar toekomstige echtgenoot Aad van Toor richtte ze het productiebedrijf Adrina Produkties op. Op 16 september 1987 trouwde ze met Aad van Toor.
In de Bassie en Adriaan-series Het geheim van de schatkaart, De verdwenen kroon en De verzonken stad en de film Keet & Koen en de speurtocht naar Bassie & Adriaan sprak Ina van Toor de stem in van Robin de robot. In de nabewerking van De huilende professor in 2003 sprak ze opnieuw de dialogen van Robin in als vervanging van de stem  van Guus Verstraete jr.
Als figurant is zij meerdere malen als toerist te zien in De verzonken stad en in Het geheim van de schatkaart. Haar broer Theo, de zwager van Aad, speelt in De verdwenen kroon de rol van agent.